# 库泰尔讷
库泰尔讷（法語：Couterne，法語發音：[kutɛʁn] ⓘ）是法国奥恩省的一个旧市镇，属于阿朗松区。2016年1月1日，库泰尔讷和相邻的另外3个市镇合并为新市镇里沃当代讷（Rives d'Andaine）。

## 地理
库泰尔讷（48°30'45"N, 0°24'56"W）面积10.68 平方千米，位于法国诺曼底大区奧恩省，该省份为法国西北部内陆省份，北起顺时针与卡爾瓦多斯省、厄尔省、厄尔-卢瓦省、萨尔特省、马耶讷省和芒什省接壤。
与库泰尔讷接壤的市镇（或旧市镇、城区）包括：圣于连迪泰鲁、蒂伯夫、马塞堡、阿莱讷、梅乌丹、泰塞弗鲁莱、奥恩诺曼底地区巴尼奥勒、巴尼奥勒德洛讷、昂图瓦尼、马塞堡。
库泰尔讷的时区为UTC+01:00、UTC+02:00（夏令时）。

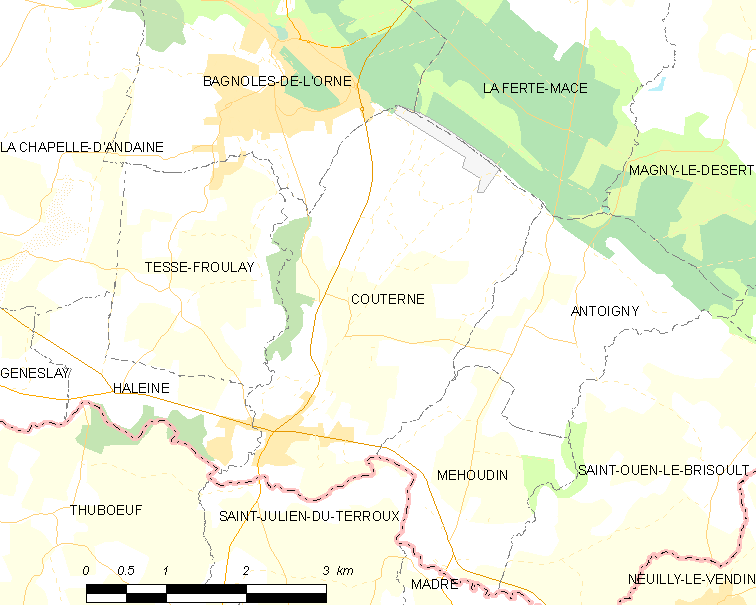
库泰尔讷的OSM定位图

## 行政
库泰尔讷的邮政编码为61410，INSEE市镇编码为61135。

## 政治
库泰尔讷所属的省级选区为奥恩诺曼底地区巴尼奥勒县。

## 人口

1962-2008年间库泰尔讷人口变化图示

库泰尔讷于2018年1月1日时的人口数量为1089人。